# The Game Awards 2016
The Game Awards 2016 fue una entrega de premios a los mejores videojuegos de 2016. Fue producido y presentado por Geoff Keighley en el Microsoft Theater de Los Ángeles el 1 de diciembre de 2016, y se retransmitió en directo a través de varias plataformas. En el evento, Overwatch ganó el premio al Juego del año, Blizzard Entertainment ganó el premio al Mejor Estudio y el diseñador de juegos Hideo Kojima fue galardonado con el Premio al Icono de la Industria.

## Emisión y audiencia
La retransmisión de los Game Awards se emitió el 1 de diciembre de 2016 a las 17:30 horas PST en varios sitios de intercambio de vídeos, como YouTube y Twitch, así como en los servicios de juego Xbox Live, PlayStation Network y Steam. Por primera vez, el flujo de YouTube incluía opciones de realidad virtual y {[resolución 4K]]. Keighley y otros organizadores del evento trabajaron con Tencent QQ para que el espectáculo se retransmitiera en directo y se tradujera para los espectadores chinos utilizando los clientes QQ y WeChat de Tencent, y para participar en los Fans Choice Awards; la combinación de ambos servicios tenía un potencial de más de 1.500 millones de espectadores adicionales. Keighley señaló que, tras el levantamiento de la prohibición de los videojuegos en China en 2015, este país se ha convertido en uno de los mercados de más rápido crecimiento para los videojuegos, y obtuvo que el acuerdo con Tencent era «realmente un experimento» para ver la acogida que tendría allí la entrega de premios. Keighley ejerció de presentador del evento en directo desde el Microsoft Theater de Los Ángeles. El acto contó con las actuaciones en directo de Run the Jewels la banda sonora de Doom por Mick Gordon, y [Rae Sremmurd]].
El evento incluyó nuevos vídeos de varios de los próximos juegos. Antes del evento, Keighley declaró que la feria recurriría menos a los tráilers generados por ordenador (CGI) y más a las imágenes de juego, debido al efecto del marketing engañoso de No Man's Sky a principios de año. Entre los juegos mostrados durante la emisión se encontraban Mass Effect: Andromeda, The Walking Dead: A New Frontier, Prey, The Legend of Zelda: Breath of the Wild, Shovel Knight: Specter of Torment, Halo Wars 2, Death Stranding, Dauntless de Phoenix Labs, una remasterización de Bulletstorm, Guardians of the Galaxy de Telltale, LawBreakers, Warframe, Assassin's Creed: The VR Experience, y clips de la película Assassin's Creed de 2016.
Con la incorporación del streaming para las audiencias asiáticas, la emisión registró una audiencia total de unos 3,8 millones de espectadores, lo que supone un aumento del 65% respecto al espectáculo de 2015. El programa es famoso por su relación comercial con las cuchillas de afeitar Schick. Hydrobot, un robot humanoide con cabeza de cuchilla de afeitar, apareció durante todo el programa y posó con el desarrollador de juegos Hideo Kojima. La maniobra fue criticada por su carácter comercial.

## Ganadores y nominados
Los nominados a The Game Awards 2016 se anunciaron el 16 de noviembre de 2016. Para ser elegibles, los juegos candidatos deben haber tenido una fecha de lanzamiento comercial igual o anterior al 24 de noviembre de 2016. El 21 de noviembre, The Game Awards retiró los fangames AM2R y Pokémon Uranium de su lista de nominados a la «Mejor creación de los fanáticos». Durante una retransmisión previa al evento, Keighley dio más detalles sobre la situación y explicó que Nintendo, propietaria de los derechos de propiedad intelectual de ambos juegos, no había autorizado legalmente su inclusión en la gala.
La mayoría de los ganadores se anunciaron durante la ceremonia de entrega de premios el 1 de diciembre de 2016 a excepción de la categoría «Mejor creación de un aficionado». Los ganadores aparecen primero en negrita y se indican con una doble daga (‡).

### Premios votados por el jurado
| Juego del año | Mejor dirección de juego |
| --- | --- |
| - Overwatch – Blizzard Entertainment ‡ - Doom – id Software - Inside – Playdead - Titanfall 2 – Respawn Entertainment - Uncharted 4: El desenlace del ladrón – Naughty Dog                                                               | - Overwatch – Blizzard Entertainment ‡ - Battlefield 1 – EA DICE - Doom – id Software - Titanfall 2 – Respawn Entertainment - Uncharted 4: El desenlace del ladrón – Naughty Dog |
| Mejor narrativa | Mejor dirección artística |
| - Uncharted 4: El desenlace del ladrón – Naughty Dog ‡ - Firewatch – \|Campo Santo - Inside – Playdead - Mafia III – Hangar 13 - Oxenfree – Night School Studio                                                                          | - Inside – Playdead ‡ - Abzû – Giant Squid - Firewatch – Campo Santo - Overwatch – Blizzard Entertainment - Uncharted 4: El desenlace del ladrón – Naughty Dog |
| Mejor música/diseño de sonido | Mejor rendimiento |
| - Doom – id Software ‡ - Battlefield 1 – EA DICE - Inside – Playdead - Rez Infinite – United Game Artists - Thumper – Drool | - Nolan North como Nathan Drake – Uncharted 4: El desenlace del ladrón ‡ - Alex Hernandez como Lincoln Clay – Mafia III - Cissy Jones como Delilah – Firewatch - Emily Rose as Elena Fisher – Uncharted 4: El desenlace del ladrón - Rich Sommer como Henry – Firewatch - Troy Baker como Sam Drake – Uncharted 4: El desenlace del ladrón |
| Juegos de impacto | Mejor juego independiente |
| - That Dragon, Cancer – Numinous Games ‡ - Block'hood – Plethora Project - Orwell – Osmotic - Sea Hero Quest – Glitchers - 1979 Revolution: Black Friday – iNK Stories                                                                   | - Inside – Playdead ‡ - Firewatch – Campo Santo - Hyper Light Drifter – Heart Machine - Stardew Valley – ConcernedApe - The Witness – Thekla, Inc. |
| Mejor juego para móvil/portátil | Mejor juego VR |
| - Pokémon Go – Niantic ‡ - Clash Royale – Supercell - Fire Emblem Fates – Intelligent Systems - Monster Hunter Generations – Capcom - Severed – DrinkBox Studios                                                                         | - Rez Infinite – United Game Artists ‡ - Batman: Arkham VR – Rocksteady Studios - Eve: Valkyrie – CCP Games - Job Simulator – Owlchemy Labs - Thumper – Drool |
| Mejor juego de acción | Mejor acción/aventura |
| - Doom – id Software ‡ - Battlefield 1 – EA DICE - Gears of War 4 – The Coalition - Overwatch – Blizzard Entertainment - Titanfall 2 – Respawn Entertainment                                                                             | - Dishonored 2 – Arkane Studios ‡ - Hitman – IO Interactive - Hyper Light Drifter – Heart Machine - Ratchet & Clank – Insomniac Games - Uncharted 4: El desenlace del ladrón – Naughty Dog |
| Mejor juego de rol | Mejor juego de lucha |
| - The Witcher 3: Wild Hunt – Blood and Wine – CD Projekt Red ‡ - Dark Souls III – FromSoftware - Deus Ex: Mankind Divided – Eidos Montréal - World of Warcraft: Legion – Blizzard Entertainment - Xenoblade Chronicles X – Monolith Soft | - Street Fighter V – Capcom ‡ - Killer Instinct Season Three – Iron Galaxy - The King of Fighters XIV – SNK - Pokkén Tournament – Bandai Namco Studios |
| Mejor juego de estrategia | Mejor juego familiar |
| - Civilization VI – Firaxis Games ‡ - Fire Emblem Fates – Intelligent Systems - The Banner Saga 2 – Stoic - Total War: Warhammer – Creative Assembly - XCOM 2 – Firaxis Games                                                            | - Pokémon Go – Niantic ‡ - Dragon Quest Builders – Square Enix - Lego Star Wars: El Despertar de la Fuerza – TT Fusion - Ratchet & Clank – Insomniac Games - Skylanders: Imaginators – Toys for Bob |
| Mejor juego deportivo/de carreras | Mejor multijugador |
| - Forza Horizon 3 – Playground Games ‡ - FIFA 17 – EA Canada - MLB The Show 16 – San Diego Studio - NBA 2K17 – Visual Concepts - Pro Evolution Soccer 2017 – PES Productions                                                             | - Overwatch – Blizzard Entertainment ‡ - Battlefield 1 – EA DICE - Gears of War 4 – The Coalition - Overcooked – Ghost Town Games - Titanfall 2 – Respawn Entertainment - Tom Clancy's Rainbow Six: Siege – Ubisoft Montreal |

### Premios de los aficionados
| Juego más esperado | Jugador de moda |
| --- | --- |
| - The Legend of Zelda: Breath of the Wild – de Nintendo EPD ‡ - God of War – de Santa Monica Studio - Horizon Zero Dawn – de Guerrilla Games - Mass Effect: Andromeda – de BioWare - Red Dead Redemption 2 – de Rockstar Games | - Boogie2988 ‡ - AngryJoeShow - Danny O'Dwyer - JackSepticEye - Lirik |
| Mejor creación de un aficionado | Jugador Esports del Año |
| - Enderal: The Shards of Order ‡ - Brutal Doom 64 | - Marcelo «coldzera» David (SK Gaming – Counter-Strike: Global Offensive) ‡ - Lee «Faker» Sang-hyeok (SK Telecom T1 – League of Legends) - Hyun «ByuN» Woo (StarCraft II) - Lee «Infiltration» Seon-woo (Team Razer – Street Fighter V) - Juan «Hungrybox» Debiedma (Team Liquid – Super Smash Bros. Melee) |
| Equipo de deportes electrónicos del año | Juego deportivo del año |
| - Cloud9 ‡ - SK Telecom T1 - Wings Gaming - SK Gaming - ROX Tigers | - Overwatch – Blizzard Entertainment ‡ - Counter-Strike: Global Offensive – Valve - Dota 2 – Valve - League of Legends – Riot Games - Street Fighter V – Capcom |

### Premios honoríficos
| Premio Icono de la Industria |
| ---------------------------- |
| - Hideo Kojima ‡             |

## Juegos con múltiples nominaciones y premios
| Candidaturas | Juego                                |
| ------------ | ------------------------------------ |
| 8            | Uncharted 4: El desenlace del ladrón |
| 6            | Overwatch                            |
| 5            | Firewatch                            |
| 5            | Inside                               |
| 4            | Battlefield 1                        |
| 4            | Doom                                 |
| 4            | Titanfall 2                          |
| 2            | Fire Emblem Fates                    |
| 2            | Gears of War 4                       |
| 2            | Hyper Light Drifter                  |
| 2            | Mafia III                            |
| 2            | Pokémon Go                           |
| 2            | Ratchet & Clank                      |
| 2            | Rez Infinite                         |
| 2            | Street Fighter V                     |
| 2            | Thumper                              |

| Candidaturas | Juego                                |
| ------------ | ------------------------------------ |
| 4            | Overwatch                            |
| 2            | Doom                                 |
| 2            | Inside                               |
| 2            | Pokémon Go                           |
| 2            | Uncharted 4: El desenlace del ladrón |